# James Petiver
James Petiver ( * 1663 - 20 de abril de 1718 ) fue un botánico, boticario, y entomólogo londinense, miembro de la Royal Society así como del "Temple Coffee House Botany Club" de Londres, famoso por sus estudios de botánica y de entomología. Nombró la mariposa Vanessa atalanta y Argynnis paphia.
Petiver recibía muchos especímenes vegetales, semillas y otros materiales de corresponsales en las Colonias americanas.

## Obra
- 1692-1703. Musei Petiverani Centuria. Londres
- 1698 An account of some Indian plants etc. with their names, descriptions and vertues; communicated in a letter from Mr. James Petiver...to Mr. Samuel Brown, surgeon at Fort St. George, Philosophical Transactions of the Royal Society, Londres
- 1700-1703 - An account of part of a collection of curious plants and drugs, lately given to the Royal Society of the East India Company, Philosophical Transactions of the Royal Society
- 1712. Pterigraphia Americana. Londres GDZ Göttingen
- 1713. Aquatilium Animalium Amboinae, &c. Icones & Nomina (Londres GDZ Göttingen
- 1702-1709. Gazophylacium naturae et artis. Londres GDZ Göttingen
- 1713-1715. A Catalogue of Mr Ray's English herbal illustrated...

## Honores

### Epónimos
- (Phytolaccaceae) Petiveria Plum. ex L. 1753 -- Sp. Pl. 1: 342. [1 de mayo de 1753]
- La abreviatura «Petiver» se emplea para indicar a James Petiver como autoridad en la descripción y clasificación científica de los vegetales.[1]

## Colecciones
- Museo de Historia Natural de Londres